# Bartholomäus Kilian

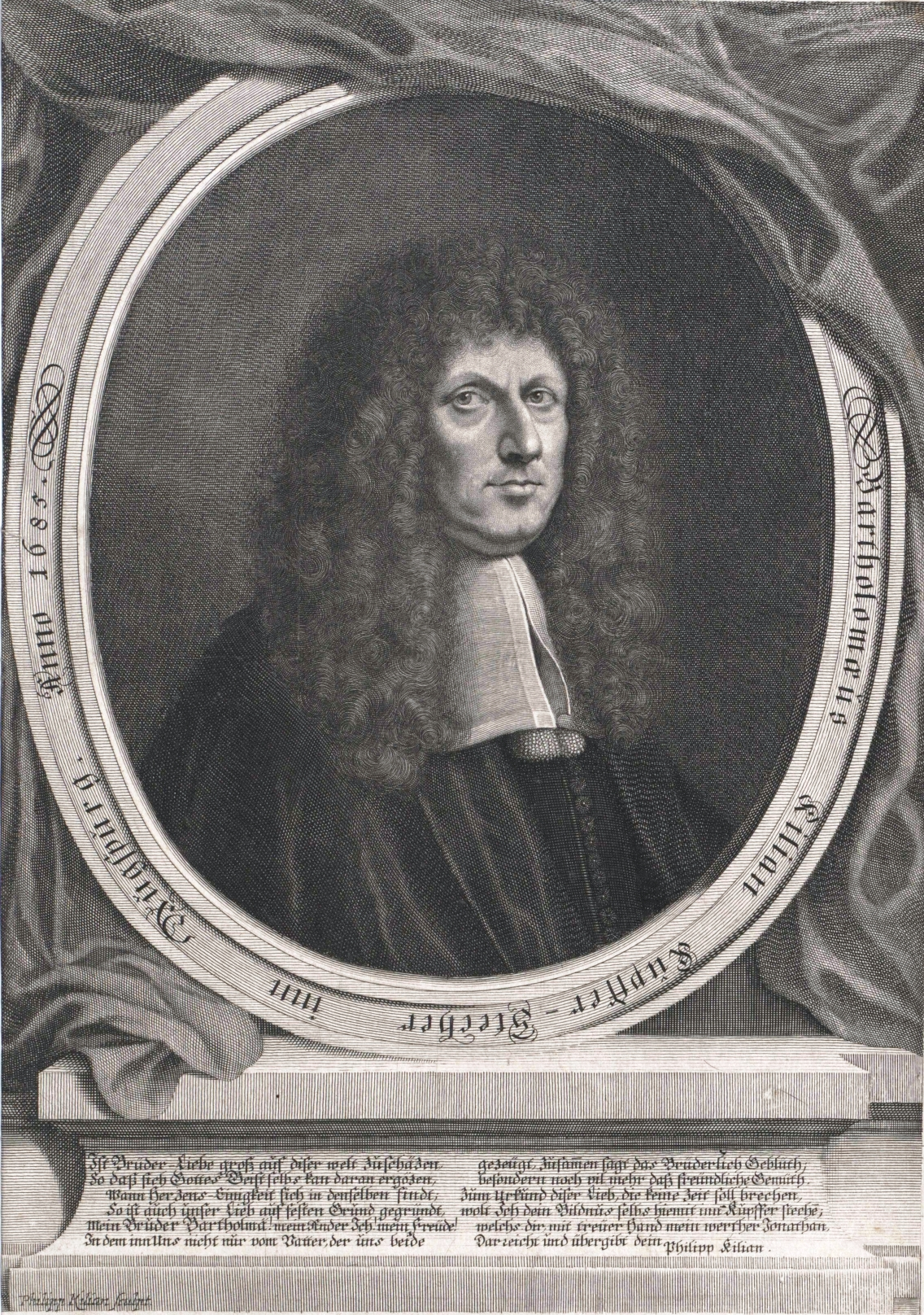
Bartholomäus Kilian, Stich von seinem Bruder Philipp (1685)

Bartholomäus Kilian (* 6. Mai 1630 in Augsburg; † 11. oder 15. Januar 1696 ebenda) war ein deutscher Zeichner und Kupferstecher.
Bartholomäus Kilian war der dritte Sohn des Kupferstechers Wolfgang Kilian (1581–1663). Er wurde von seinem Vater ausgebildet und ging dann für 3 Jahre zu Matthäus Merian nach Frankfurt am Main und später zu François de Poilly dem Älteren nach Paris in die Lehre. Bereits mit 18 Jahren hatte er ein Bildnis der Maria Magdalena angefertigt. In Paris arbeitete er seit 1654 auf eigene Rechnung und fertigte ein Kruzifix und die Mariä Himmelfahrt. Nach der Rückkehr in seine Heimat heiratete er im Jahr 1657 Rosina Warenbergen, mit der er eine Tochter hatte, die später mit seinem Schüler, dem Kupferstecher Jacob Wilhelm Heckenauer (* 1696; † 1738), verheiratet war. Kilian war ein zweites Mal verheiratet. Seine Frau, die Kaufmannstochter Elisabeth (geborene Müller) hatte ihm sieben Kinder geboren, von denen nur ein Sohn das Erwachsenenalter erreichte. Der Sohn wurde Händler.
Bei seinen Porträts orientierte sich Bartholomäus Kilian an Gérard Edelinck und Robert Nanteuil. Er porträtierte u. a. 1681 Johann III. Sobieski und 1694 Kaiser Joseph I.